# Willem II Tilburg 2013-2014

## Rosa
| N. |                        | Ruolo | Calciatore       |
| -- | ---------------------- | ----- | ---------------- |
| 1  | Belgio (bandiera)      | P     | David Meul       |
| 2  | Paesi Bassi (bandiera) | D     | Kees van Buuren  |
| 3  | Paesi Bassi (bandiera) | D     | Freek Heerkens   |
| 4  | Paesi Bassi (bandiera) | D     | Jordens Peters   |
| 5  | Paesi Bassi (bandiera) | D     | Gaby Jallo       |
| 6  | Paesi Bassi (bandiera) | C     | Niek Vossebelt   |
| 7  | Paesi Bassi (bandiera) | A     | Terell Ondaan    |
| 8  | Belgio (bandiera)      | C     | Robbie Haemhouts |
| 9  | Paesi Bassi (bandiera) | A     | Ruud Boymans     |
| 10 | Marocco (bandiera)     | C     | Ali Messaoud     |
| 11 | Brasile (bandiera)     | A     | Bruno Andrade    |
| 12 | Paesi Bassi (bandiera) | C     | Ricardo Ippel    |
| 14 | Belgio (bandiera)      | A     | Jens Podevijn    |
| 15 | Belgio (bandiera)      | D     | Dries Wuytens    |

| N. |                        | Ruolo | Calciatore            |
| -- | ---------------------- | ----- | --------------------- |
| 16 | Paesi Bassi (bandiera) | D     | Mats van Huijgevoort  |
| 17 | Armenia (bandiera)     | A     | Norair Aslanyan       |
| 18 | Paesi Bassi (bandiera) | C     | Simon van Zeelst      |
| 20 | Brasile (bandiera)     | C     | Renan Zanelli         |
| 21 | Paesi Bassi (bandiera) | P     | Matthijs Branderhorst |
| 23 | Serbia (bandiera)      | A     | Žarko Grabovač        |
| 24 | Belgio (bandiera)      | A     | Ryan Sanusi           |
| 28 | Paesi Bassi (bandiera) | D     | Tim Cornelisse        |
| 29 | Belgio (bandiera)      | C     | Stijn Wuytens         |
| 31 | Paesi Bassi (bandiera) | P     | Ruud Swinkels         |
| 37 | Paesi Bassi (bandiera) | A     | Jeroen Lumu           |
| 44 | Paesi Bassi (bandiera) | C     | Mitch van der Ven     |
| 47 | Paesi Bassi (bandiera) | A     | Justin Mathieu        |